# 利娅·史密斯
莉娅·史密斯（英語：Leah Smith，1995年4月19日—），生于宾夕法尼亚州匹兹堡，美国女子游泳运动员，主攻中长距离自由泳。莉娅·史密斯出身体育世家，她的曾祖父吉米·史密斯是一名前棒球选手，她的伯祖父Billy Conn是一名前拳击手，她的父亲曾是一名撑杆跳高选手，她的姐姐艾琳代表哥伦比亚大学参加国内游泳比赛。2013年，她进入维吉尼亚大学艺术和科学学院，代表该校校队参加游泳比赛。